# Haageocereus
Haageocereus Backeb. è un genere di piante succulente della famiglia delle Cactacee.

## Tassonomia
Il genere comprende le seguenti specie:
- Haageocereus acranthus (Vaupel) Backeb.
- Haageocereus bieblii (Diers) Lodé
- Haageocereus bylesianus (Andrae & Backeb.) Lodé
- Haageocereus × comosus Rauh & Backeb.
- Haageocereus decumbens (Vaupel) Backeb.
- Haageocereus fascicularis (Meyen) F.Ritter
- Haageocereus platinospinus (Werderm. & Backeb.) Backeb.
- Haageocereus pseudomelanostele (Werderm. & Backeb.) Backeb.
- Haageocereus repens Rauh & Backeb.
- Haageocereus tenuis F.Ritter
- Haageocereus versicolor (Werderm. & Backeb.) Backeb.